# Prealpi di Appenzello e di San Gallo
Le Prealpi di Appenzello e di San Gallo (dette anche Prealpi Svizzere Orientali) sono una sottosezione delle Prealpi Svizzere. La vetta più alta è il Säntis che raggiunge i 2.502 m s.l.m..
Si trovano in Svizzera (Canton Appenzello Interno, Canton Appenzello Esterno e Canton San Gallo).

## Delimitazione
Confinano:

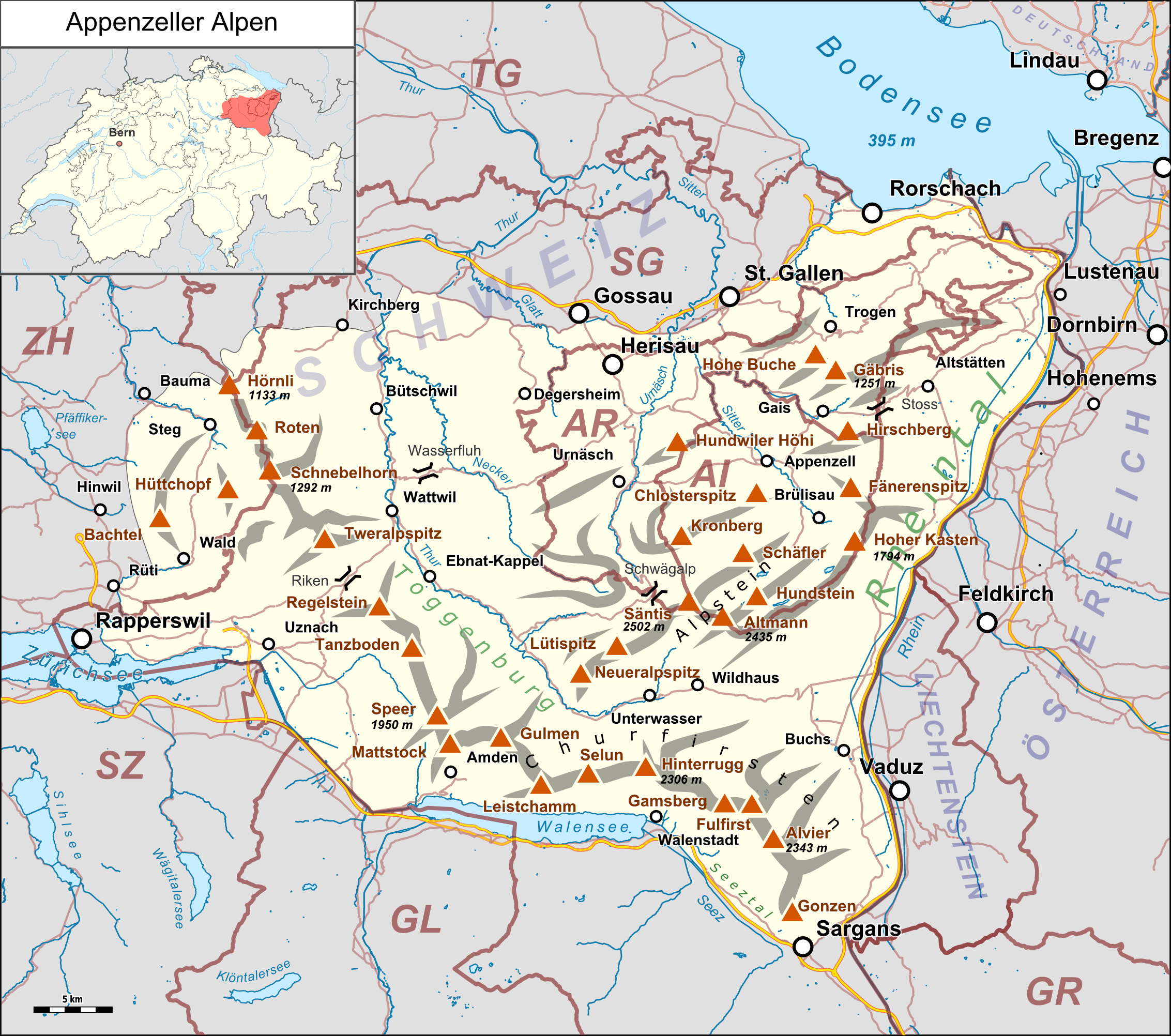
Cartina dettagliata del massiccio montuoso.

- a nord con l'altopiano centrale svizzero (Mittelland);
- ad est con la Catena del Rätikon (nelle Alpi Retiche occidentali) e separate dal fiume Reno;
- a sud con le Alpi Glaronesi in senso stretto;
- ad ovest con le Prealpi di Svitto e di Uri (nella stessa sezione alpina).

## Classificazione
Secondo la SOIUSA le Prealpi di Appenzello e di San Gallo sono una sottosezione alpina con la seguente classificazione:
- Grande parte = Alpi Occidentali
- Grande settore = Alpi Nord-occidentali
- Sezione = Prealpi Svizzere
- Sottosezione = Prealpi di Appenzello e di San Gallo
- Codice = I/B-14.V

## Suddivisione
Secondo le definizioni della SOIUSA si suddividono in due supergruppi e cinque gruppi (tra parentesi i codici SOUISA dei supergruppi e dei gruppi):
- Catena del Churfirsten (A)
  - Gruppo Gamsberg-Sichelchamm (A.1)
  - Gruppo del Churfirsten (A.2)
  - Gruppo Speer-Mattstock (A.3)
- Gruppo dell'Alpstein (B)
  - Gruppo dell'Altmann (B.4)
  - Gruppo del Säntis (B.5)

## Vette

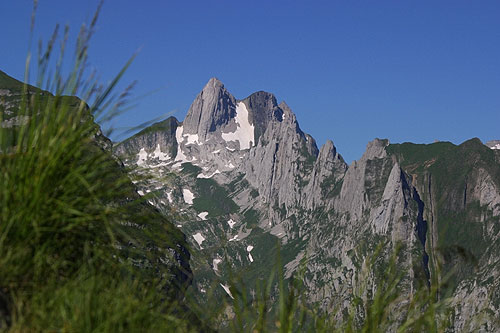
L'Altmann.

Le vette principali del gruppo sono:
- Säntis - 2.502 m
- Girenspitz - 2.448 m
- Altmann - 2.436 m
- Gamsberg - 2.385 m
- Fulfirst - 2.384 m
- Wildhuser Schafberg, - 2.373 m
- Wisswand - 2.346 m
- Alvier - 2.343 m
- Hinterrugg - 2.306 m
- Brisi - 2.279 m
- Frümsel - 2.267 m
- Sichelchamm - 2.259 m
- Zuestoll - 2.235 m
- Margelchopf - 2.163 m
- Silberplatten - 2.158 m
- Schibestoll - 2.136 m
- Leistchamm - 2.101 m
- Gamser Rugg - 2.076 m
- Kreuzberge - 2.065 m
- Lütispitz - 1.987 m
- Speer - 1.950 m
- Mattstock - 1.936 m
- Schäfler - 1.924 m
- Federispitz - 1.865 m
- Gonzen - 1.830 m
- Hoher Kasten - 1.795 m
- Gulmen - 1.789 m
- Stockberg - 1.781 m
- Kronberg - 1.663 m
- Ebenalp - 1.640 m
- Hochalp - 1.521 m